# The Three Maxims
Pour plus de détails, voir Fiche technique et Distribution.
The Three Maxims est un film britannique réalisé par Herbert Wilcox, sorti en 1936.

## Fiche technique
- Titre : The Three Maxims
- Réalisation : Herbert Wilcox
- Scénario : Herman J. Mankiewicz et Nicolas Farkas
- Photographie : Freddie Young
- Pays d'origine : Royaume-Uni
- Format : Noir et blanc - 1,37:1 - Mono
- Genre : drame
- Date de sortie : 1936

## Distribution
- Anna Neagle : Pat
- Tullio Carminati : Toni
- Leslie Banks : Mac
- Arthur Finn : Hiram K. Winston
- Olive Blakeney : Mrs Winston
- Miki Hood : Valentine
- Nicolas Koline : Niki